# Liste der Biografien/Smith, B
Liste der Biografien |
Portal Biografien |
B Personensuche
# |
A |
B |
C |
D |
E |
F |
G |
H |
I |
J |
K |
L |
M |
N |
O |
P |
Q |
R |
S |
T |
U |
V |
W |
X |
Y |
Z |
?
 
Sa |
Sb |
Sc |
Sd |
Se |
Sf |
Sg |
Sh |
Si |
Sj |
Sk |
Sl |
Sm |
Sn |
So |
Sp |
Sq |
Sr |
Ss |
St |
Su |
Sv |
Sw |
Sy |
Sz
 
Sma |
Smb |
Sme |
Smi |
Smj |
Smo |
Smr |
Smu |
Smy
 
Smia |
Smic |
Smid |
Smie |
Smig |
Smij |
Smik |
Smil |
Smir |
Smis |
Smit
 
Smita |
Smite |
Smith |
Smitk |
Smitr |
Smits |
Smitt
 
Smith, A |
Smith, B |
Smith, C |
Smith, D |
Smith, E |
Smith, F |
Smith, G |
Smith, H |
Smith, I |
Smith, J |
Smith, K |
Smith, L |
Smith, M |
Smith, N |
Smith, O |
Smith, P |
Smith, Q |
Smith, R |
Smith, S |
Smith, T |
Smith, U |
Smith, V |
Smith, W |
Smith, Y |
Smith, Z |
Smith? |
Smitha |
Smithe |
Smithi |
Smiths |
Smithw |
Smithy
Die Liste der Biografien führt alle Personen auf, die in der deutschsprachigen Wikipedia einen Artikel haben. Dieses ist eine Teilliste mit 73 Einträgen von Personen, deren Namen mit den Buchstaben „Smith, B“ beginnt.

## Smith, B

### Smith, Ba
- Smith, Ballard, US-amerikanischer Politiker
- Smith, Barbara (* 1946), US-amerikanische Autorin, Aktivistin und Wissenschaftlerin
- Smith, Barbara Herrnstein (* 1932), US-amerikanische Literaturwissenschaftlerin
- Smith, Barney (* 1945), britischer Diplomat
- Smith, Barry (* 1940), australischer Motorradrennfahrer
- Smith, Barry (* 1952), englischer Mathematiker und Philosoph
- Smith, Barry (* 1952), US-amerikanischer Eishockeytrainer
- Smith, Barry (1955–2013), kanadischer Eishockeyspieler und -trainer

### Smith, Be
- Smith, Becky (* 1959), kanadische Schwimmerin
- Smith, Bede (1886–1954), australischer Rugby-Union-Spieler
- Smith, Ben (* 1976), US-amerikanischer Journalist
- Smith, Ben (* 1988), US-amerikanischer Eishockeyspieler
- Smith, Ben (* 2002), englischer Squashspieler
- Smith, Benedict, britischer Schauspieler, Synchronsprecher, Podcaster
- Smith, Benjamin (1717–1770), amerikanischer Kaufmann, Bankier, Reeder, Plantagenbesitzer, Sklavenhändler und Politiker
- Smith, Benjamin (1756–1826), britisch-amerikanischer Politiker und 16. Gouverneur von North Carolina
- Smith, Benjamin (* 1971), kanadischer Geschäftsmann und seit August 2018 Vorstandsvorsitzende der Air France-KLM
- Smith, Benjamin A. (1916–1991), US-amerikanischer Politiker (Demokratische Partei)
- Smith, Benjamin Leigh (1828–1913), britischer Polarforscher
- Smith, Bernard (1776–1835), US-amerikanischer Politiker
- Smith, Bernard (1907–1999), US-amerikanischer Herausgeber, Literaturkritiker und Filmproduzent
- Smith, Bernard (1916–2011), australischer Kunsthistoriker und Kunstkritiker
- Smith, Bessie (1894–1937), US-amerikanische BluessängerinBessie Smith (1894–1937)

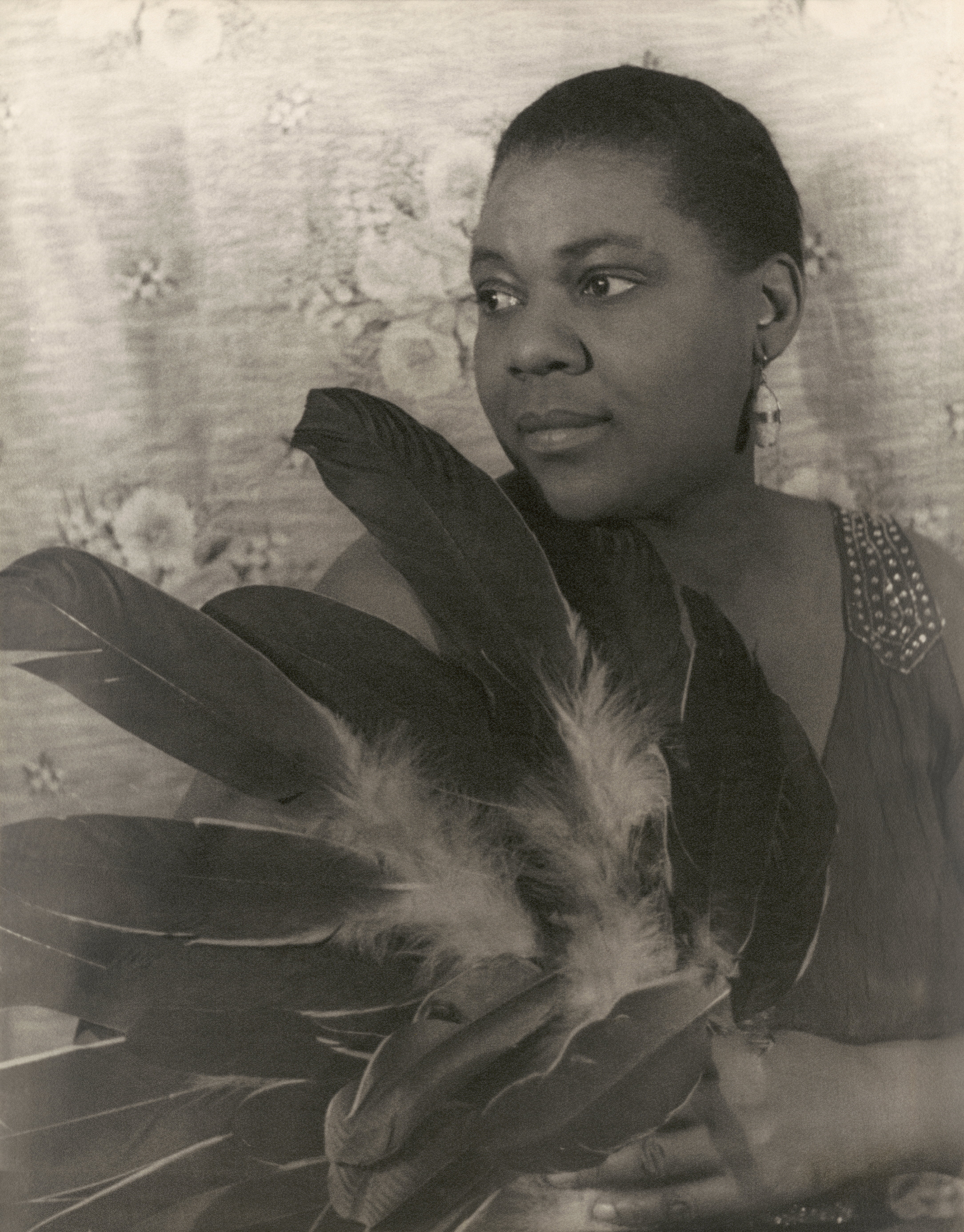
Bessie Smith (1894–1937)

- Smith, Betty (1896–1972), US-amerikanische Schriftstellerin
- Smith, Betty (1929–2011), britische Jazzmusikerin
- Smith, Bevan (* 1950), neuseeländischer Sprinter
- Smith, Beverly, US-amerikanische Singer-Songwriterin und Old-Time-Musikerin

### Smith, Bi
- Smith, Bill (1926–2020), US-amerikanischer Jazz-Klarinettist und Komponist
- Smith, Bill (1928–2000), US-amerikanischer Bluessänger und Songwriter
- Smith, Bill (1934–1996), US-amerikanischer Pokerspieler
- Smith, Bill (1934–2024), US-amerikanischer Jazz- und Unterhaltungsmusiker (Schlagzeug)
- Smith, Bill (* 1935), englischer Motorradrennfahrer
- Smith, Bill (* 1938), kanadischer Jazzmusiker, Autor und Herausgeber
- Smith, Billy (* 1950), kanadischer Eishockeyspieler

### Smith, Bl
- Smith, Blake (* 1991), US-amerikanischer Fußballspieler

### Smith, Bo
- Smith, Bobby (1907–1995), US-amerikanischer Jazz- und R&B-Musiker
- Smith, Bobby (* 1929), US-amerikanischer Stabhochspringer
- Smith, Bobby (1933–2010), englischer Fußballspieler
- Smith, Bobby (* 1951), US-amerikanischer Fußballspieler
- Smith, Bobby (1953–2010), schottischer Fußballspieler
- Smith, Bobby (* 1958), kanadischer Eishockeyspieler, -trainer und -funktionär

### Smith, Br
- Smith, Brad (* 1994), australisch-englischer Fußballspieler
- Smith, Brad (* 1997), schottischer Fußballspieler
- Smith, Braden (* 1996), US-amerikanischer American-Football-Spieler
- Smith, Bradley (1930–2016), US-amerikanischer Holocaustleugner
- Smith, Bradley (* 1990), britischer MotorradrennfahrerBradley Smith (* 1990)

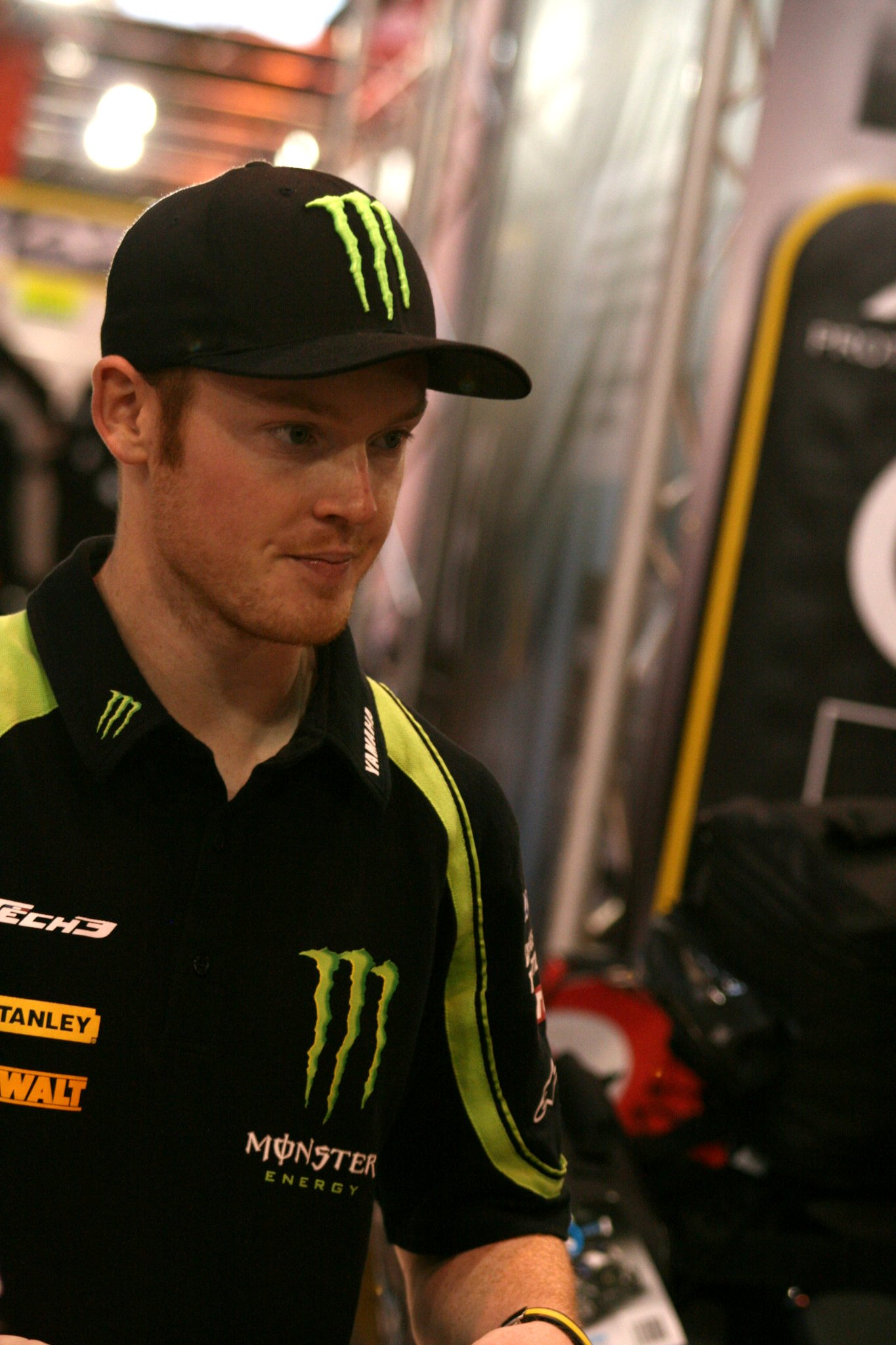
Bradley Smith (* 1990)

- Smith, Bradley F. (1931–2012), US-amerikanischer Historiker
- Smith, Brandon (1952–2023), US-amerikanischer Schauspieler und Regisseur
- Smith, Brandon (* 1973), kanadischer Eishockeyspieler
- Smith, Brandon Alan, US-amerikanischer Schauspieler, Stuntman und Stunt Coordinator sowie Filmschaffender
- Smith, Brandon Mychal (* 1989), US-amerikanischer Schauspieler, Komiker und Rapper
- Smith, Brendan (* 1956), irischer Politiker
- Smith, Brendan (* 1989), kanadischer Eishockeyspieler
- Smith, Brendon (* 2000), australischer Schwimmer
- Smith, Brett (* 1981), kanadischer Eishockeyspieler
- Smith, Brian (* 1939), neuseeländischer Jazzmusiker
- Smith, Brian (* 1967), britischer Radrennfahrer
- Smith, Brian J. (* 1981), US-amerikanischer Schauspieler
- Smith, Brian Michael (* 1983), US-amerikanischer Schauspieler und Aktivist
- Smith, Brian Thomas (* 1977), US-amerikanischer Schauspieler und Komiker
- Smith, Bríd (* 1961), irische Politikerin (Socialist Party, People Before Profit)
- Smith, Brigitte (* 1938), deutsche Künstlerin, die zahlreiche Kinder- und Jugendbücher illustriert hat
- Smith, Brooke (* 1967), US-amerikanische Schauspielerin
- Smith, Brooke Anne (* 1984), US-amerikanische Schauspielerin
- Smith, Bruce (* 1963), US-amerikanischer American-Football-Spieler
- Smith, Bruce Lannes (1909–1987), US-amerikanischer Politik- und Kommunikationswissenschaftler
- Smith, Bruton (1927–2022), US-amerikanischer Motorsportveranstalter und Eigentümer sowie CEO von Speedway Motorsports, Inc.
- Smith, Bryan (1943–2001), australischer Ultraläufer
- Smith, Bryony (* 1998), englische Cricketspielerin

### Smith, Bu
- Smith, Bubba (1945–2011), US-amerikanischer American-Football-Spieler und SchauspielerBubba Smith (1945–2011)

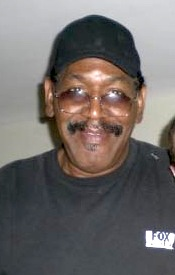
Bubba Smith (1945–2011)

- Smith, Bud S. (1935–2024), US-amerikanischer Filmeditor
- Smith, Burton J. (1941–2018), US-amerikanischer Computeringenieur
- Smith, Buster (1904–1991), US-amerikanischer Jazzmusiker